# Estollo
Estollo est une commune de la communauté autonome de La Rioja, en Espagne.

## Démographie
| 1900 | 1910 | 1920 | 1930 | 1940 | 1950 | 1960 | 1970 | 1981 |
| ---- | ---- | ---- | ---- | ---- | ---- | ---- | ---- | ---- |
| 371  | 396  | 420  | 348  | 366  | 402  | 374  | 278  | 160  |

| 1991 | 2001 | 2010 | - | - | - | - | - | - |
| ---- | ---- | ---- | - | - | - | - | - | - |
| 143  | 131  | 96   | - | - | - | - | - | - |

## Administration

### Conseil municipal
La ville de Estollo comptait 85 habitants aux élections municipales du 26 mai 2019. Son conseil municipal (en espagnol : Pleno del Ayuntamiento) se compose donc de 3 élus.
| Parti | Parti                                    | Voix | %       | Élus  |
| ----- | ---------------------------------------- | ---- | ------- | ----- |
|       | Parti populaire (PP)                     | 36   | 69,23 % | 2 / 3 |
|       | Parti socialiste ouvrier espagnol (PSOE) | 16   | 30,77 % | 1 / 3 |

### Liste des maires
| Mandat    | Maire | Maire                            | Parti |
| --------- | ----- | -------------------------------- | ----- |
| 1979-1983 |       | Gabino Aransay Azofra            | UCD   |
| 1983-1987 |       | César Alesón Prado               | AP    |
| 1987-1991 |       | Gabino Aransay Azofra            | AP    |
| 1991-1995 |       | Tomás Martínez Flaño             | PR    |
| 1995-1999 |       | Mª Ángeles Almudena Mata Bohigas | PP    |
| 1999-2003 |       | Ángel José Lerena Viniegra       | PP    |
| 2003-2007 |       | Ángel José Lerena Viniegra       | PP    |
| 2007-2011 |       | Ángel José Lerena Viniegra       | PP    |
| 2011-2015 |       | Ángel José Lerena Viniegra       | PP    |
| 2015-2019 |       | Ángel José Lerena Viniegra       | PP    |
| 2019-2023 |       | Ángel José Lerena Viniegra       | PP    |